# 青と白で水色
青と白で水色（あおとしろでみずいろ）は、2001年12月1日の13時35分 - 14時30分に日本テレビ系列で放送されたテレビドラマ。
日本テレビシナリオ登龍門の2001年度大賞受賞作品で、脚本は櫻井剛。HD24Pシステムで撮影された。2007年10月24日にはDVDが発売された。

## 出演者
- 内山楓：宮崎あおい
- 椎名かすみ：蒼井優
- 岸田匠：小栗旬
- 加納茂：相島一之
- 大内瑞穂：小西真奈美
- 内山恵子：銀粉蝶
- 柳沢悟 ：松田悟志

## あらすじ
高校2年の内山楓（宮崎あおい）は、今日もクラスメイトのいじめを受けていた。いじめの中心人物は、中学時代は親友だったはずの椎名かすみ（蒼井優）。楓の母・恵子（銀粉蝶）は、娘の学校でのことには全く無関心。追いつめられた楓は飛び降り自殺をしようと何度も校舎の屋上に行こうとしたが、鍵のかかった扉がその行く手を阻んだ。同級生の匠（小栗旬）に屋上の開錠を頼むが、匠は開け方を説明してその場を立ち去ってしまった。そんなある日、大内瑞穂（小西真奈美）という若い女性講師が、楓のクラスの臨時担任になるが…。

## スタッフ
- 脚本：櫻井剛
- 監修：吉野洋
- チーフプロデューサー：増田一穂
- プロデューサー：大野哲哉
- 撮影監督：柴主高秀
- 編集：石川浩通
- 演出：高橋直治

## 音楽
- 森田童子「たとえばぼくが死んだら」
- eastern youth「たとえばぼくが死んだら」
  - カバー曲であり、ドラマのエンディングに使われている。